# Seznam enot nepremične kulturne dediščine v Občini Ljutomer
Seznam enot nepremične kulturne dediščine v Občini Ljutomer.
Za mesto Ljutomer glej Seznam enot nepremične kulturne dediščine v Ljutomeru.

## Seznam
| Slika | Ime                                 | Evidenčna številka | Kraj        | Leto razglasitve | Vrsta spomenika  | Tip spomenika               | Časovna uvrstitev    | Opis |
| ----- | ----------------------------------- | ------------------ | ----------- | ---------------- | ---------------- | --------------------------- | -------------------- | --- |
|       | Domačija Kolbl                      | 7477               | Babinci     |                  |                  | profana stavbna dediščina   | konec 19. stoletja   | Domačijo sestavljajo pritlična podkletena hiša, datirana z letnico 1882 na kamnitem vhodnem portalu in krita z dvokapno opečno streho ter gospodarska poslopja. Domačija stoji v Babincih št.12.                                                                                           |
|       | Gradič Obreza                       | 1195               | Babinci     |                  |                  | profana stavbna dediščina   | konec 19. stoletja   | Nadstropna podeželska vila kvadratastega tlorisa s štirikapno streho. Na jugozahodnem vogalu je stolpič. Zgrajena je bila v drugi polovici 19. stoletja v historicističnem slogu, delno predelana. Zgradba stoji v Babincih št. 35.                                                        |
|       | Krajnčeva hiša                      | 24969              | Babinci     | 2008             | lokalnega pomena | profana stavbna dediščina   | konec 19. stoletja   | Pritlična delno podkletena hiša, datirana z letnico 1874 na kamnitem vhodnem portalu. Vanjo vodijo stopnice iz štokanega betona. Pokriva jo opečna dvokapna streha. Hiša je značilna predstavnica vaške arhitekture ravninskih predelov tega območja. Hiša stoji v Babincih št. 7.         |
|       | Strelski dvorec Kaštel              | 1190               | Babinci     | 2008             | lokalnega pomena | arheološka dediščina        | 13. stoletje         | Sledovi strelskega dvorca Wagenhof na katere so naleteli med oranjem (kamenje, opeka, železni predmeti). |
|       | Vaška kapela                        | 23024              | Babinci     |                  |                  | sakralna stavbna dediščina  | konec 19. stoletja   | Kapela s strešnim stolpičem, zgrajena v zadnji četrtini 19. stol. |
|       | Grad Branek                         | 8853               | Branoslavci | 2008             | lokalnega pomena | profana stavbna dediščina   | začetek 16. stoletja | Predelano nadstropno poslopje pravokotnega tlorisa s strelnimi linami in kamnitimi okenskimi okvirji, grajski marof ter opuščen ribnik. Vse preostanek gradu Branek iz 16. stol., nastalega iz obrambnega stolpa na mestu staroslovanskega branišča. Grad stoji v Branoslavcih št. 20a-23. |
|       | Vaška kapela                        | 19961              | Branoslavci |                  |                  | sakralna stavbna dediščina  | konec 19. stoletja   | Kapela s strešnim stolpičem, zgrajena v zadnji četrtini 19. stol. |
|       | Domačija Lint                       | 25032              | Bučkovci    |                  |                  | profana stavbna dediščina   | konec 19. stoletja   | Domačijo sestavljajo pritlična hiša, skednji, hlevi in svinjaki. Poslopja izvirajo iz druge polovice 19. stoletja in so krita z dvokapnimi opečnimi strehami. Domačija stoji v Bučkovcih 35.                                                                                               |
|       | Sobočanova kapelica                 | 1485               | Bučkovci    |                  |                  | sakralna stavbna dediščina  | konec 19. stoletja   | Kapelica zaprtega tipa z zvonikom in neogotskim portalom. Sezidana je bila v drugi polovici 19. stoletja, v notranjščini je kip Srca Jezusovega. Kapelica stoji pri hiši Bučkovci 59. |
|       | Arheološko najdišče Ad vicesimum    | 8850               | Cezanjevci  | 2008             | lokalnega pomena | arheološka dediščina        | rimska doba          | Stavbni ostanki rimskodobnega počivališča in prenočišča Ad vicesimum (glede na pisane vire in literaturo) ob takratni cesti Poetovio - (Savaria) - Carnuntum. |
|       | Cerkev sv. Roka in Sebastijana      | 2922               | Cezanjevci  | 2008             | lokalnega pomena | sakralna stavbna dediščina  | konec 17. stoletja   | Enoladijska cerkev je bila zgrajena v letih 1675-76 po načrtih graškega stavbenika Janeza Poza, zvonik je bil prizidan 1679. V notranjščini je bogata baročna oprema (oltarji, prižnica), glavni oltar iz okoli 1680 z Weissenkirchnerjevo sliko.                                          |
|       | Domačija Dunaj                      | 24970              | Cezanjevci  | 2008             | lokalnega pomena | profana stavbna dediščina   | začetek 20. stoletja | Domačija, ki jo sestavljajo zidana kmečka hiša, gospodarska poslopja in preužitkarska hiša. Objekti v tlorisni razporeditvi tvorijo črko U. Glavno sedemosno fasado pritlične hiše iz okrog 1920 krasi bogata profilacija. Domačija stoji v Cezanjevcih 23, 24.                            |
|       | Domačija Ravter                     | 8889               | Cezanjevci  | 2008             | lokalnega pomena | profana stavbna dediščina   | 19. stoletje         | Domačija iz 19. stol.. Sestavljajo jo zidana hiša s poudarjenim vhodnim delom in bogato fasadno dekoracijo ter gospodarska poslopja. Domačija stoji v Cezanjevcih 36. |
|       | Gostilna Lipovec                    | 8890               | Cezanjevci  | 2008             | lokalnega pomena | profana stavbna dediščina   | konec 19. stoletja   | Pritlična delno podkletena hiša, nekoč gostilna, iz 1892. Vhod poudarja na dveh stebrih sloneč nadstrešek, zaključen s trikotnim čelom. Pokriva jo opečna dvokapnica. Ob hiši je gospodarsko poslopje. Gostilna stoji v Cezanjevcih 40.                                                    |
|       | Nagrobna kapela družine Stajnko     | 19962              | Cezanjevci  |                  |                  | sakralna stavbna dediščina  | začetek 20. stoletja | Kapela odprtega tipa je bila zgrajena leta 1918 nad družinskim grobom družine Stajnko. |
|       | Rojstna hiša Janka Ribiča           | 12125              | Cezanjevci  |                  |                  | memorialna dediščina        | sredina 20. stoletja | Hiša je pritlična, ima štiriosno vhodno fasado, pokrita je z opečno dvokapnico. V njej se je rodil član SKOJ-a in kurir Janko Ribič, padel 6.4.1944. Na pročelju je spominska plošča, odkrita leta 1952. Hiša stoji v Cezanjevcih 63.                                                      |
|       | Spomenik NOB                        | 8902               | Cezanjevci  | 2008             | lokalnega pomena | memorialna dediščina        | sredina 20. stoletja | Spomenik iz kvadrov Pohorskega granita, odkrit 1956. Nanj je pritrjenih 25 ploščic z imeni talcev, ki so jih Nemci 1944 ustrelili na tem mestu. Grobišče je urejeno kot zvišen prostor pred spomenikom, ograjen s kamnom. Spomenik stoji v bližini hiše Cezanjevci 63.                     |
|       | Spomenik ustreljenim žrtvam fašizma | 8916               | Cezanjevci  |                  |                  | memorialna dediščina        | sredina 20. stoletja | Kamnit spomenik z žensko in moško figuro. Posvečen je štirim ustreljenim talcem. |
|       | Stajnkova hiša                      | 24971              | Cezanjevci  |                  |                  | profana stavbna dediščina   | konec 19. stoletja   | Enonadstropna hiša, zgrajena v drugi polovici 19. stoletja, je krita z dvokapno opečno streho. Hiša stoji v Cezanjevcih 42. |
|       | Trikotno znamenje                   | 19963              | Cezanjevci  | 2008             | lokalnega pomena | sakralna stavbna dediščina  | konec 18. stoletja   | Trikotno znamenje iz 18. stoletja je pokrito z opečno piramidasto streho. Široke plitve niše so sekundarno poslikane s prizori sv. Florijan, Marija z Jezusom in sv. Trojica. Znamenje stoji v bližini domačije Stajnko v Cezarjevcih 23.                                                  |
|       | Trško jedro                         | 8848               | Cezanjevci  |                  |                  | naselbinska dediščina       | začetek 14. stoletja | Strnjeno obcestno naselje, prvič omenjeno 1319 kot Zesan. Stavbe s pretežno bidermajerskimi in historičnimi fasadami so pritlične, razen šole in župnišča. Dominira župnijska cerkev. |
|       | Znamenje južno od vasi              | 19964              | Cezanjevci  | 2008             | lokalnega pomena | sakralna stavbna dediščina  | začetek 19. stoletja | Znamenje z večjo polkrožno zaključeno nišo na glavni fasadi, na kateri je upodobljeno Marijino kronanje. Pokrito je z opečno streho. Postavljeno je bilo na začetku 19. stoletja. Znamenje stoji v bližini hiše Cezarjevcih 8.                                                             |
|       | Viničarija Cuber 18                 | 8891               | Cuber       |                  |                  | profana stavbna dediščina   | 19. stoletje         | Butano, iz ilovice grajeno, delno podkleteno stavbo podolžnega tlorisa sestavljajo stanovanjski del in gospodarski prostori pod isto dvokapno streho. Stavba je bila zgrajena konec 19. stoletja.                                                                                          |
|       | Babičeva kapelica                   | 20286              | Cven        |                  |                  | sakralna stavbna dediščina  | začetek 19. stoletja | Neogotska kapelica, pokrita z opečno dvokapno streho. |
|       | Gomilno grobišče Frajščina          | 13684              | Cven        |                  |                  | arheološka dediščina        | rimska doba          | Lokacija rimskodobnega gomilnega grobišča glede na najdbe grobnega inventarja (najdbe so izgubljene). |
|       | Gomilno grobišče Gomile             | 1180               | Cven        |                  |                  | arheološka dediščina        | rimska doba          | Rimskodobno gomilno grobišče glede na najdbe (odlomki lončenine, človeške kosti), odkrite pri sondiranju šolskega dvorišča 1962. |
|       | Grad Cven                           | 13685              | Cven        | 2008             | lokalnega pomena | arheološka dediščina        | 14. stoletje         | Ostanki (ovalen prostor, obdan z vodnim jarkom in nasipi) gradiča Cven iz 14. stoletja. Grad z zidanim pritličjem in lesenim nadstropjem, so 1704 požgali in razdejali Kruci. |
|       | Kapela sv. Jožefa                   | 3110               | Cven        |                  |                  | sakralna stavbna dediščina  | sredina 19. stoletja | Kapela s strešnim stolpičem, zgrajena leta 1867. |
|       | Kuharjeva kapelica                  | 20004              | Cven        |                  |                  | sakralna stavbna dediščina  | konec 19. stoletja   | Kapelica zaprtega tipa, pokrita z opečno streho, zgrajena v zadnji četrtini 19. stol. |
|       | Stara žrebčarna                     | 24972              | Cven        | 2008             | lokalnega pomena | profana stavbna dediščina   | začetek 20. stoletja | Poslopje žrebčarne z zač. 20. stol., sestavljeno iz osrednjega stanovanjskega dela in dveh traktov hlevov. Žrebčarna je bila do 2. sv. vojne, ko so konjske hleve preuredili v hleve za govedo, središče konjereje. Tu so vzredili murskopoljsko pasmo. Zgradba stoji v Cvenu št. 83.      |
|       | Vaško jedro                         | 1188               | Cven        |                  |                  | naselbinska dediščina       | konec 19. stoletja   | Strnjen del ravninske vasi s hišami postavljenimi večinoma na obeh straneh glavne ceste. Hiše so pritlične z bidermajerskimi in historicističnimi fasadami in poudarjenimi stebriščnimi vhodi.                                                                                             |
|       | Zadružni dom                        | 8903               | Cven        | 2008             | lokalnega pomena | profana stavbna dediščina   | sredina 20. stoletja | Nadstropna zgradba z opečno kritino in balkonom, pod katerim je lepo oblikovan portal. Zgrajena je bila leta 1948 in je prvi zadružni dom v Sloveniji. Na pročelju fasade je spominska plošča, posvečena padlim v NOB.                                                                     |
|       | Znamenje                            | 20005              | Cven        |                  |                  | sakralna stavbna dediščina  | začetek 19. stoletja | Poznobaročno znamenje iz prve polovice 19. stoletja s polkrožno zaključenimi nišami in opečno streho. Večja poslikana niša na frontalni strani. |
|       | Rojstna hiša Janeza Kavčiča         | 8904               | Desnjak     | 2008             | lokalnega pomena | memorialna dediščina        | začetek 20. stoletja | Pritlična kmečka hiša z dvokapnico, krito z opeko. V njej se je 1913 rodil narodni heroj Janez Kavčič, kateremu je posvečena spominska plošča, ki je pritrjena na fasadi. Plošča je bila odkrita 1953. Hiša stoji v Desnjaku št. 29.                                                       |
|       | Vaška kapelica                      | 20007              | Desnjak     |                  |                  | sakralna stavbna dediščina  | konec 19. stoletja   | Kapelica s strešnim stolpičem je bila zgrajena leta 1889, 1994 so jo obnovili. Letnici na fasadi. Kapelica stoji nasproti hiše Desnjak 1. |
|       | Znamenje                            | 20137              | Desnjak     |                  |                  | sakralna stavbna dediščina  | konec 19. stoletja   | Znamenje z zastekljeno nišo je pokrito z opečno dvokapno streho. |
|       | Domačija Slana                      | 25033              | Drakovci    |                  |                  | profana stavbna dediščina   | 19. stoletje         | Domačijo sestavljajo pritlična podkletena hiša iz 19. stol. in lopo s poslikano kapelico, gospodarsko poslopje in vodnjak. Objekti so pokriti z dvokapnimi opečnimi strehami. Domačija stoji v Drakovcih 85.                                                                               |
|       | Marijina kapelica                   | 19965              | Drakovci    |                  |                  | sakralna stavbna dediščina  | konec 19. stoletja   | Kapelica iz leta 1881 je zaprtega tipa, pokrita z opečno streho s stolpičem. Kapelica stoji pri hiši Drakovci 75. |
|       | Repova kapelica                     | 19966              | Drakovci    |                  |                  | sakralna stavbna dediščina  | začetek 20. stoletja | Kapelica zaprtega tipa, pokrita s pločevino. Postavljena je bila leta 1933, 1986 obnovljena (letnici na glavni fasadi). Kapelica stoji pri hiši Drakovci 82. |
|       | Rojstna hiša Karla Grosmana         | 1234               | Drakovci    | 2008             | lokalnega pomena | memorialna dediščina        | konec 19. stoletja   | V preprosti kmečki hiši se je rodil Karl Grosman (1864-1929), odvetnik, amaterski filmar in fotograf. Leta 1905 je posnel tri dokumentarne filme ter velja za prvega slovenskega filmarja. Na pročelju fasade so leta 1988 odkrili spominsko ploščo. Hiša stoji v Drakovcih 74.            |
|       | Vaška kapelica                      | 19967              | Drakovci    |                  |                  | sakralna stavbna dediščina  | konec 19. stoletja   | Kapelica zaprtega tipa iz druge polovice 19. stoletja. Pokriva jo opečna streha s stolpičem. Kapelica stoji pri hiši Drakovci 28. |
|       | Kapela Marije Angelske              | 8880               | Globoka     |                  |                  | sakralna stavbna dediščina  | konec 19. stoletja   | Kapela z zvonikom, prislonjenim pred ladjo, je bila sezidana 1896 v neogotskem slogu. V notranjščini je oltar z Marijo Angelsko in svetnikoma. Kapelica stoji pri hiši Globoka 60. |
|       | Zidanica Globoka 14                 | 20881              | Globoka     |                  |                  | profana stavbna dediščina   | začetek 20. stoletja | Nadstropna, v celoti podkletena stavba ima pritličje grajeno iz opeke, nadstropje pa leseno. Vinska klet je obokana. Stavba je bila zgrajena leta 1939. |
|       | Domačija Marjaš                     | 8892               | Godemarci   | 2008             | lokalnega pomena | profana stavbna dediščina   | konec 19. stoletja   | Domačija s konca 19. stol.. Sestavljajo jo delno podkletena hiša z bogato fasadno dekoracijo in gospodarski objekti. Domačija stoji v Godemarcih 40. |
|       | Domačija Strnišč                    | 8900               | Godemarci   | 2008             | lokalnega pomena | profana stavbna dediščina   | začetek 20. stoletja | Domačija z začetka 20. stol. Sestavljajo jo visokopritlična, delno podkletena hiša in gospodarska poslopja (svinjaki, skedenj, vinska klet). Hiša ima stebriščno vhodno lopo in rustikalno fasadno profilacijo s poudarjenimi šivanimi robovi in stebri. Domačija stoji v Godemarcih 42.   |
|       | Kužno znamenje                      | 8886               | Godemarci   |                  |                  | sakralna stavbna dediščina  | 18. stoletje         | Slopasto znamenje je grajeno iz opeke in pokrito z opečno dvokapnico. Na prednji strani je nekoliko večja polkrožna niša, na zadnji strani manjša niša. Postavljeno je bilo v 18. stoletju. Znamenje stoji pri hiši Godemarci 48.                                                          |
|       | Vaška kapelica                      | 19968              | Godemarci   |                  |                  | sakralna stavbna dediščina  | konec 19. stoletja   | Kapelica zaprtega tipa s polkrožnim vhodom je pokrita z opečno streho. Zgradili so jo v drugi polovici 19. stoletja. |
|       | Vaška kapelica                      | 20009              | Gresovščak  |                  |                  | sakralna stavbna dediščina  | konec 19. stoletja   | Kapelica s strešnim stolpičem, zgrajena v zadnji četrtini 19. stol. |
|       | Arheološko območje Dolge njive      | 29513              | Grlava      |                  |                  | arheološka dediščina        | rimska doba          | Območje povečanega arheološkega potenciala glede na odkrito plast s tremi odlomki prazgodovinske lončenine (testno sondiranje 2010). |
|       | Vaška kapelica                      | 200101             | Grlava      |                  |                  | sakralna stavbna dediščina  | začetek 20. stoletja | Kapela s strešnim stolpičem. Zgradili so jo 1912, obnovili 1994. Letnica na fasadi. Kapela stoji pri hiši Grlava 6. |
|       | Spomenik NOB                        | 8905               | Ilovci      | 2008             | lokalnega pomena | memorialna dediščina        | konec 20. stoletja   | Spomenik v obliki piramide (simbolizira Triglav) je posvečen 30 žrtvam fašističnega nasilja, ki so bili ubiti ob umiku nemške vojske 1945. Spomenik je bil odkrit 1976. |
|       | Cerkev Marije sedem žalosti         | 3183               | Jeruzalem   | 2008             | lokalnega pomena | sakralna stavbna dediščina  | sredina 17. stoletja | Leta 1652 je bila zgrajena banjasto obokana kapela in opremljena z oltarjem. Nato dozidana ladja (verjetno 1678), postopno v 18. stol. pa zvonik, zakristija in kapela. V na zunaj preprosti baročni cerkvi je kvalitetana oprema iz sredine 18. stol.                                     |
|       | Dvorec Jeruzalem                    | 8856               | Jeruzalem   | 2008             | lokalnega pomena | profana stavbna dediščina   | sredina 17. stoletja | Mogočna nadstropna zidana stavba s petosno glavno fasado in polkrožnim kamnitim portalom (letnici 1652, 1963) ter balkonom nad njim. Ima obokano klet s češkimi kapami. V osnovi je iz 17. stol., vendar je njena podoba iz časa po 1907, ko je pogorela. Dvorec stoji v Jeruzalemu št. 8. |
|       | Fischerauerjev vrt                  | 23689              | Jeruzalem   | 2008             | lokalnega pomena | vrtnoarhitekturna dediščina | sredina 20. stoletja | Terasasto zasnovan hišni vrt, ki ga je med 1930-1940 oblikovala Ilse Fischerauer. Oblikujejo ga arhitekturni elementi (bazen, suhozidi) in eksotično rastlinje (npr. ginko, duglazija, tise, pahljačasti javor, trnasti limonovec, glicinija, jasmin).                                     |
|       | Jeruzalemske gorice                 | 7867               | Jeruzalem   |                  |                  | kulturna krajina            |                      | Terciarne gorice s cestami po slemenih, poudarjenimi z jagnedmi in redko pozidavo. Proti dnu pobočij so terasasti vinogradi, ki v horizontalni smeri sledijo reliefu. |
|       | Šafarska hiša                       | 8893               | Jeruzalem   | 2008             | lokalnega pomena | profana stavbna dediščina   | konec 19. stoletja   | Zidana pritlična stavba, nekdanja hiša oskrbnika viničarjev veleposestnikov (šafarska hiša). Hiša pravokotnega tlorisa ima dolgo vežo, banjasto obokano kuhinjo in velike obokane vinske kleti, dostopne iz veže. Pokriva jo strma opečna dvokapnica. Hiša stoji v Jeruzalemu 7.           |
|       | Vas                                 | 8849               | Jeruzalem   | 2008             | lokalnega pomena | naselbinska dediščina       | 17. stoletje         | Razloženo vinogradniško naselje s strnjenim jedrom na slemenu okoli daleč vidne podružnične cerkve. Hiše so večinoma pritlične. |
|       | Domačija Babič                      | 1220               | Krapje      | 2008             | lokalnega pomena | profana stavbna dediščina   | 19. stoletje         | Domačijo sestavljajo zidana, pritlična, podkletena hiša iz 19. stoletja in mlajša gospodarska poslopja. Hišo pokriva čokata opečna dvokapnica z enostranskim čopom. Poudarjena fasadna dekoracija okoli oken in v zatrepu. Vodnjak pod strešnim napuščem. Domačija stoji v Krapju 5.       |
|       | Gomilno grobišče Gomile             | 7687               | Krapje      |                  |                  | arheološka dediščina        | bronasta doba        | Lokacija bronastodobnega grobišča verjetno z žganimi pokopi pod gomilami glede na posamezne najdbe in ledinsko ime Gomile. |
|       | Gomilno grobišče Na gomilah         | 1192               | Krapje      |                  |                  | arheološka dediščina        | bronasta doba        | Lokacija bronastodobnega grobišča verjetno z žganimi pokopi pod gomilami glede na posamezne najdbe in ledinsko ime Na gomilah. |
|       | Vaška kapela v Spodnjem Krapju      | 23059              | Krapje      |                  |                  | sakralna stavbna dediščina  | konec 19. stoletja   | Neogotska kapela s strešnim stolpičem, zgrajena v zadnji četrtini 19. stol. Kapela stoji v Spodnjem Krapju, pri hiši Krapje 42. |
|       | Vaška kapela v Zgornjem Krapju      | 20013              | Krapje      |                  |                  | sakralna stavbna dediščina  | konec 19. stoletja   | Kapela s strešnim stolpičem, zgrajena v zadnji četrtini 19. stol. Kapela stoji v Zgornjem Krapju, pri hiši Krapje 3. |
|       | Vaško jedro Gornje Krapje           | 24977              | Krapje      | 2008             | lokalnega pomena | naselbinska dediščina       | sredina 15. stoletja | Strnjeno gručasto naselje, od 1443 ločen del Krapja, ko se v njem omenja 17 hiš. Jedro Gornjega Krapja tvori manjši osrednji trg z vaško lipo in vodnjakom ter pritlične hiše bogatih fasadnih profilacij iz 2. pol. 19. stol.                                                             |
|       | Vaška kapela                        | 23060              | Krištanci   |                  |                  | sakralna stavbna dediščina  | začetek 20. stoletja | Kapela s strešnim stolpičem je bila zgrajena 1904, obnovljena pa 1997. Letnice na fasadi. Kapelica stoji pri hiši Krištanci 4. |
|       | Znamenje                            | 23684              | Krištanci   |                  |                  | sakralna stavbna dediščina  | začetek 20. stoletja | Znamenje z nišo je bilo postavljeno leta 1904, 1995 obnovljeno. Letnica na fasadi. Ambientalna kvaliteta. |